# Вільхівка (Харківський район)
Вільхі́вка — село в Україні, у Харківському районі Харківської області. Населення становить 8448 осіб. Центр Вільхівської сільської громади.

## Географія
Село Вільхівка знаходиться на обох берегах річки Пічківської та на правому березі річки Роганка, вище за течією примикає село Сороківка, нижче за течією примикає село Коропи, на протилежному березі — село Степанки. На річці знаходиться Вільхівське водосховище.
Село розташоване за 8 км на схід від Харкова (Салтівка).

## Назва
Назва походить від того що в цій місцевості було багато вільхових дерев. На місці де зараз водосховище, був вільховий ліс.

## Історія

Вільхівка на мапі 1783 року

Нинішня Вільхівка бере свій початок від Вільхового хутора, що існував ще у кінці XVIII століття. У 1923-му в Вільхові було організовано сільськогосподарську артіль «Хлібороб».
Основна забудова села Вільхівка розпочалася у 1970 році: зводилися житлові будинки, прокладалися дороги, було споруджено тваринницький комплекс. На місці річки Роганка створили водоймище. Площа його дзеркала перевищує 100 гектарів. У 1973-му відчинила двері перед школярами нова школа. З часом село було повністю газифіковане.
У жовтні 1992 року рішенням Харківської обласної ради народних депутатів Сороківська сільська рада була перейменована у Вільхівську сільську раду. До її складу, окрім Вільхівки (136 гектарів, 1222 мешканців), входять села Сороківка (75 гектарів, 141 мешканець), Степанки (114 гектарів, 133 мешканця), Верхня Роганка (56 гектарів, 141 мешканець).
12 червня 2020 року, розпорядженням Кабінету Міністрів України № 725-р «Про визначення адміністративних центрів та затвердження територій територіальних громад Харківської області», увійшло до складу Вільхівської сільської громади.
19 липня 2020 року, в результаті адміністративно-територіальної реформи та ліквідації Харківського району(1923—2020), село увійшло до складу новоутвореного Харківського району.

### Російсько-українська війна
24 лютого 2022 року почалися бої за село. 24 березня село було окуповано російськими військами.
27 березня 2022 року село звільнене від військ РФ.
 24 травня розпочалося відновлення газопроводу.

## Економіка
Працездатне населення Вільхівки зайняте, головним чином, на підприємствах Харкова. Землегосподарством та розведенням худоби займається незначна частина місцевих жителів пенсійного віку.
Землі на території, підпорядкованій Вільхівській сільській раді, виділені для користування працівникам соціальної сфери і колишнього радгоспу.

## Об'єкти соціальної сфери
Працюють школа, дошкільний навчальний заклад, медична амбулаторія, два фельдшерсько-акушерський пункти, перукарня.

## Релігія
- Храм Успіння Пресвятої Богородиці.

## Інтернет-ресурси
- нашими захисниками під час наступальної операції було звільнено населений пункт Вільхівка, що під Харковом